# بدنت روم (ترانه ریتا اورا)
«بدنت روم» (به انگلیسی: Body on Me) ترانه‌ای از خوانندهٔ بریتانیایی ریتا اورا به‌همراه هنرمند ضبط آمریکایی کریس براون می‌باشد که در ۷ اوت سال ۲۰۱۵ منتشر گردید. ریمیکسی از این ترانه با حضور خواننده و رپر آمریکایی فتی واپ در ۲۵ اوت سال ۲۰۱۵ منتشر شد.